# Club de Fútbol Internacional de Madrid
El Club de Fútbol Internacional de Madrid, S. L., conocido simplemente como Internacional de Madrid,  Inter de Madrid o Inter, fue un club de fútbol de Villaviciosa de Odón (Comunidad de Madrid, España) fundado en 2002. En 2020, tras la entrada en su capital del equipo de esports Dux Gaming, pasó a recibir la denominación de Dux Internacional. En 2022  el Juez Único de Competiciones no profesionales de la Real Federación Española de Fútbol (RFEF) determinó que el club no reunía los requisitos para competir la temporada 2022-23 ni en Primera Federación (donde estaba inscrito) ni en Segunda Federación. Días más tarde Dux Gaming se desligó del club, que volvió a su nombre original.

## Historia
En el año 2002 un grupo de empresarios aficionados al fútbol fundó el club, con la denominación oficial más larga del fútbol español («Sección de Acción Deportiva Club de Fútbol Internacional de Madrid Deportes Sociedad Limitada») y sin tener relación alguna con el histórico club Internacional ni con el Inter F. S., ambos de Madrid. El equipo comenzó compitiendo en la Tercera División Regional madrileña y disputando sus partidos en el campo de fútbol del Polideportivo de Orcasitas. El equipo fue entonces concatenando varios ascensos, jugó unas temporadas en la Dehesa de la Villa, en el campo de fútbol de San Federico (al absorber la estructura del San Federico) y posteriormente trasladó su sede a Moraleja de Enmedio y consiguió el ascenso a Tercera División Nacional en el año 2010. Allí se mantuvo las siguientes temporadas, debutando con el primer equipo el internacional ecuatoguineano Eloy Edu, hasta rozar el descenso en 2016 y trasladarse la temporada siguiente a Boadilla del Monte.
Tras una espectacular temporada 2017-18, dirigidos por su entrenador Fran Garrido, y capitaneados por Tello, se proclamó campeón del grupo madrileño de Tercera División. Poco después, logró el ascenso al derrotar en los playoffs al filial del C.D. Tenerife y debutó en la temporada 2018-19 en la Segunda División B, quedando encuadrado en el grupo I.
El 30 de junio de 2020, el equipo de esports español Dux Gaming, que cuenta entre sus inversores con los futbolistas Thibaut Courtois y Borja Iglesias y el youtuber DjMariio, se convirtió en copropietario del club madrileño, que cambió su nombre deportivo a DUX Internacional de Madrid. Este mismo año trasladaron su sede al municipio madrileño de Villaviciosa de Odón.
En la temporada 2022-23 le correspondía competir en Primera Federación por segundo año consecutivo, pero la Real Federación Española de Fútbol inició un proceso de desinscripción al considerar que el club no podía hacer frente al presupuesto ni a las condiciones exigidas por la RFEF para la nueva temporada (presentación de 18 fichas profesionales con un mínimo salarial de 20 000 euros brutos anuales y una ampliación de capital que la directiva no consiguió asumir). El dos de septiembre el Juez Único de Competiciones no profesionales de la Real Federación Española de Fútbol determinó que el club no reunía los requisitos para competir ni en Primera Federación ni en Segunda Federación.
El 6 de septiembre Dux Gaming emitió un comunicado en el que indicaba: "... debido a la actual situación económica del DUX Internacional de Madrid, dejará de prestar su nombre e imagen al club de fútbol...".

## Datos del club
Temporadas en Primera Federación de España: 1.
Temporadas en 2.ª B: 2.
- Mejor puesto: 8°
- Peor puesto: 14°

Temporadas en 3.ª: 8
- Mejor puesto: 1.º (2017-18)
- Peor puesto: 16.º (2015-16)

## Palmarés

### Campeonatos nacionales
- Tercera División (1): 2017-18 (Grupo VII).[15]

### Campeonatos regionales
- Tercera Regional de Madrid (1): 2002-03 (Grupo 6).[16]
- Subcampeón de la Regional Preferente de Madrid (1): 2009-10 (Grupo 2).[17]
- Subcampeón de la Primera Regional de Madrid (1): 2003-04 (Grupo 3).[18]

### Torneos amistosos
- Trofeo Estrella de Móstoles (1): 2019.[19]